# Обыкновенная слепозмейка
Обыкновенная слепозмейка, или червеобразная слепозмейка (лат. Xerotyphlops vermicularis) — вид змей семейства Слепозмейки (Typhlopidae).

## Биологическое описание
Мелкая змейка, длиной до 38 см вместе с хвостом, по внешнему виду напоминающая дождевого червя. Очень короткий хвост, относительно более длинный у самцов, укладывается в длине туловища 38—55 раз.
Морда несколько приплюснута и закруглена. Большой межчелюстной щиток сильно заворочен на верхнюю поверхность головы, где его задний край почти достигает линии, соединяющей глаза. Носовые щитки большие, не соприкасаются друг с другом позади межчелюстного. Предглазничный примерно равен по величине глазничному и касается второго и третьего верхнегубных.
Глаза скрыты под увеличенными щитками и просвечивают наружу в виде небольших темных пятен.
Гладкая блестящая чешуя расположена в 22—24 продольных ряда. Окраска верхней стороны тела коричневатая или красновато-розовая, более темная на хвосте. Низ более светлый. На спине и боках обычно хорошо заметны узкие темные линии, соответствующие границам между продольными рядами туловищных чешуи.
В отличие от остальных змей слепозмейки обычно линяют, не выходя на поверхность почвы. При этом линяющий эпителий не выворачивается наизнанку, а сохраняется в виде своеобразных упругих трубочек внутри проложенных в земле ходов.

## Распространение
Распространена на Балканском полуострове, на Кавказе, в Малой Азии, Сирии, в Средней Азии, Иране и Афганистане. В России встречается в Дагестане.
Обитает на сухих, пологих и средней крутизны каменистых склонах с изреженной ксерофитной растительностью. Местами обычна в зарослях кустарников и в можжевеловых редколесьях. В Азербайджане живет также в зоне низовых лесов и предгорных кустарников. В Копетдаге обитает на пологих склонах ущелий, а в Бадхызе — на глинистых склонах холмов и на рыхлой почве с изреженной эфемерной растительностью и редкими деревьями фисташки. В горах известна до высоты 1200—2000 м над уровнем моря.

## Образ жизни
Обычно держится под камнями или под дынями и арбузами, куда проникает снизу по длинным узким норкам, напоминающим ходы земляных червей. Нередко живёт в гнёздах муравьёв и термитов. Внутри ходов одинаково легко передвигается как передним, так и задним концом вперёд. Под одним камнем нередко скрываются сразу несколько особей различного пола и возраста. При отворачивании камня змейка, быстро извиваясь всем телом, старается уйти под землю, используя норки, а также трещины и отверстия в почве. Местами довольно многочисленна.
Весной появляется в середине марта — апреле и встречается затем до наступления жары во второй половине лета. В сухие и жаркие летние месяцы уходит в глубину почвы.
Питается муравьями и их личинками, многоножками и мелкими насекомыми (прямокрылыми, жуками, клопами, цикадками, небольшими гусеницами и др.).
Для человека совершенно безвредна.

## Размножение
Размножение изучено слабо. В Западной Турции спаривание отмечено в начале июня, причем спаривавшихся особей наблюдали вместе до 22 ч. В Закавказье откладка 2—6 яиц происходит в конце июля — начале августа.
Яйца крупные, колбасовидной формы, диаметром 6—7 мм, длиной 24—26 мм. В одном из яиц, инкубированных в неволе, в начале сентября был обнаружен вполне сформировавшийся детеныш длиной 31 мм. Молодь, по-видимому, появляется в конце сентября, но не встречается на поверхности до весны следующего года.